# Caucho natural
Este artículo trata sobre el material polimérico "caucho natural". Para materiales de caucho artificiales, véase Caucho sintético.

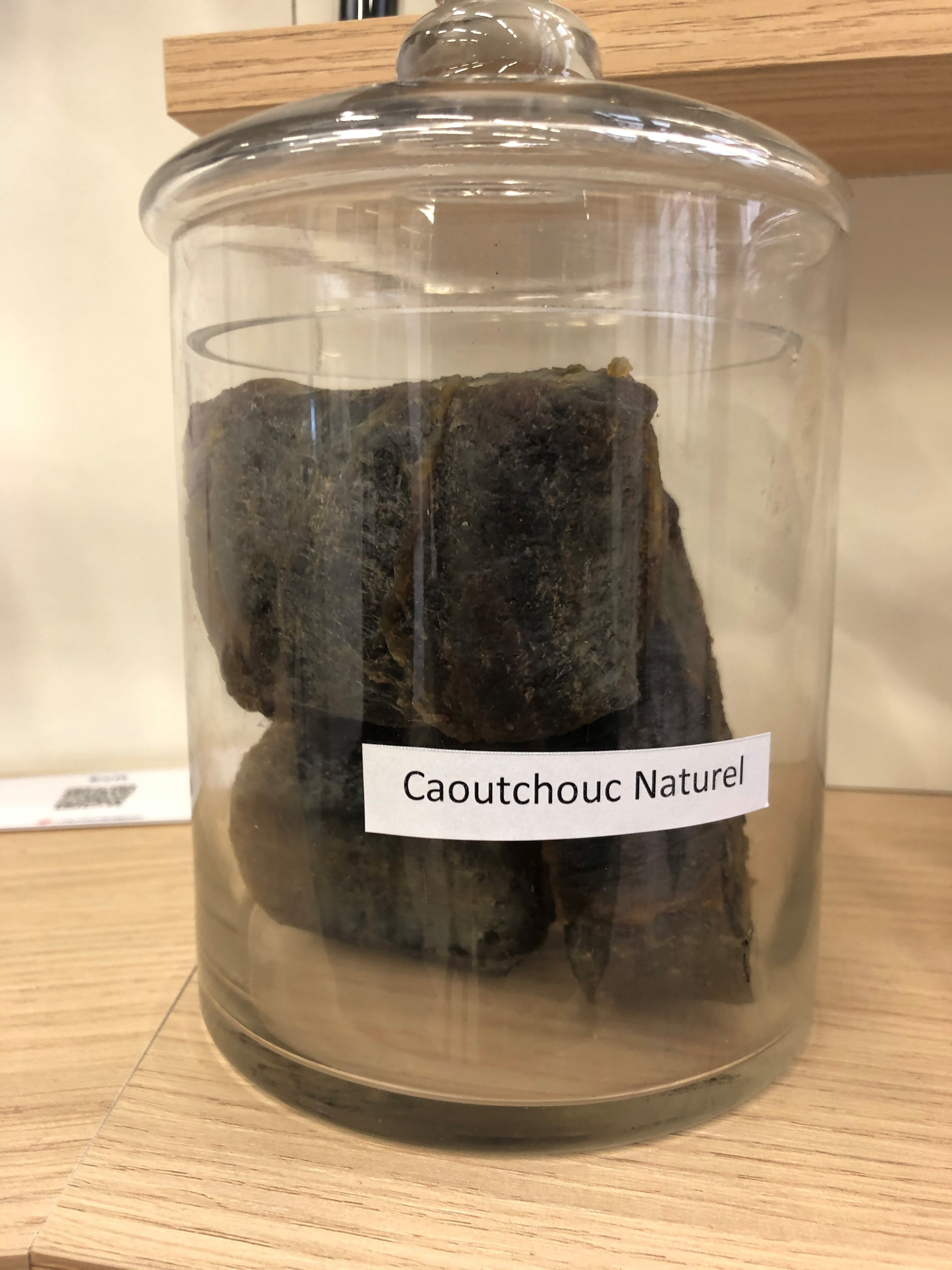
Piezas de caucho natural vulcanizado en el Centro de Investigación e Innovación de Hutchinson en Francia.

El caucho, también llamado caucho de la India, látex, caucho amazónico, caucho o caoutchouc, tal y como se produce inicialmente, está formado por polímeros del compuesto orgánico isopreno, con impurezas menores de otros compuestos orgánicos. Tailandia, Malasia, Indonesia y Camboya son cuatro de los principales productores de caucho.
Los tipos de poliisopreno que se utilizan como cauchos naturales se clasifican como elastómeros.
En la actualidad, el caucho se recolecta principalmente en forma de látex del árbol del caucho (Hevea brasiliensis) u otros. El látex es un coloide pegajoso, lechoso y blanco que se extrae haciendo incisiones en la corteza y recogiendo el líquido en recipientes en un proceso llamado "extracción". A continuación, el látex se refina hasta obtener el caucho que está listo para su transformación comercial. En las zonas más importantes, se deja que el látex se coagule en el recipiente de recogida. Los grumos coagulados se recogen y se transforman en formas secas para su venta.
El caucho natural se utiliza ampliamente en muchas aplicaciones y productos, solo o en combinación con otros materiales. En la mayoría de sus formas útiles, tiene un gran índice de elasticidad y una gran resistencia, y además es impermeable.
A finales del siglo XIX, la demanda industrial de materiales similares al caucho empezó a superar la oferta de caucho natural, lo que condujo a la síntesis del caucho sintético en 1909 por medios químicos.

## Variedades

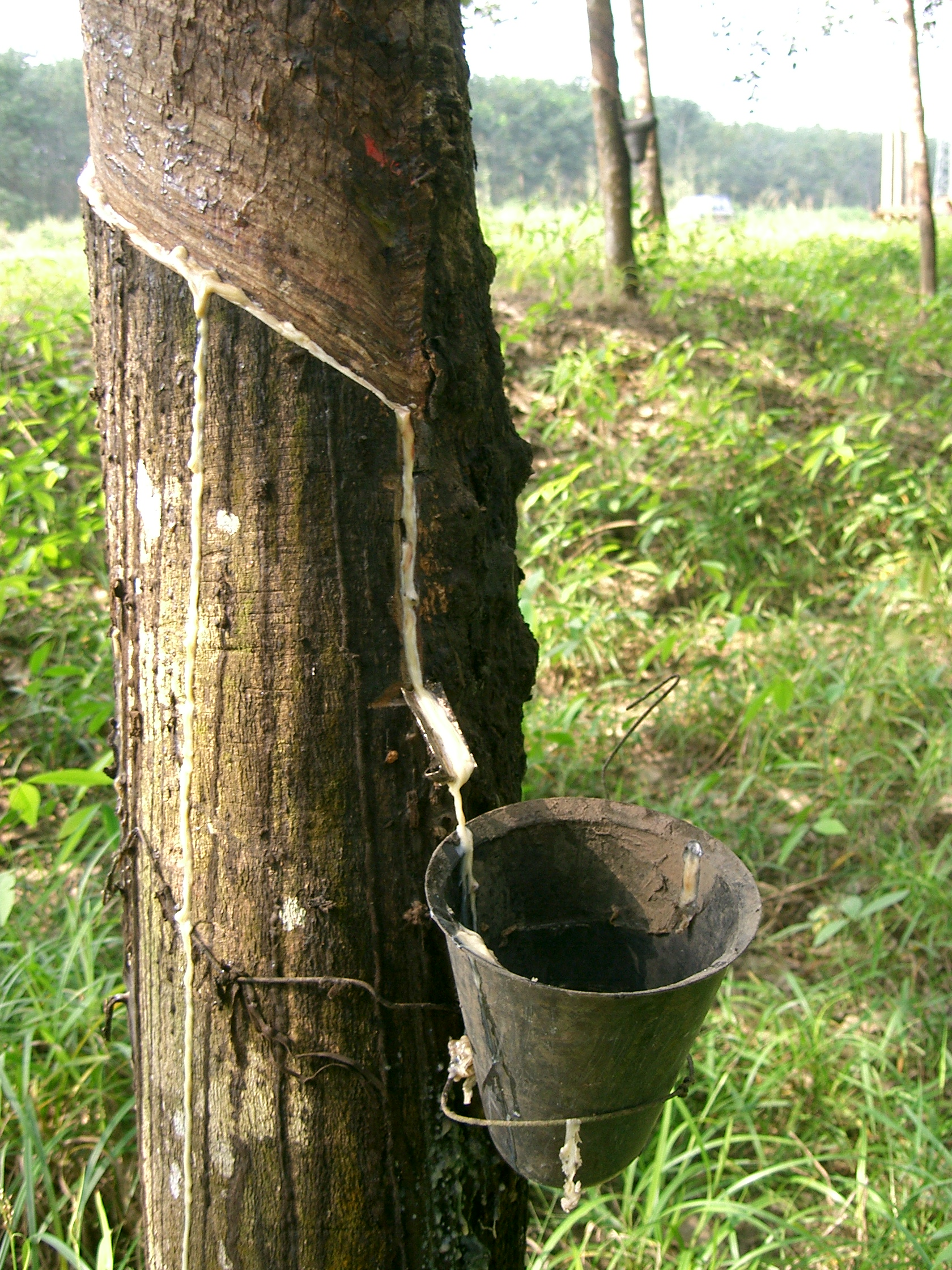
Recogida de látex de un árbol de caucho talado, Camerún.

### Árbol del caucho amazónico (Hevea brasiliensis)
La principal fuente comercial de látex de caucho natural es el árbol del caucho amazónico (Hevea brasiliensis), miembro de la familia de las euforbiáceas. Esta especie, antaño originaria de Brasil, es ahora pantropical. Se prefiere esta especie porque crece bien en cultivo. Un árbol bien gestionado responde a las heridas produciendo más látex durante varios años.

### Caucho del Congo (Landolphia owariensis y L. spp.)
El caucho del Congo, antiguamente una de las principales fuentes de caucho, que motivó las atrocidades en el Estado Libre del Congo, procedía de vides del género Landolphia (L. kirkii, L. heudelotis y L. owariensis).

### Diente de león

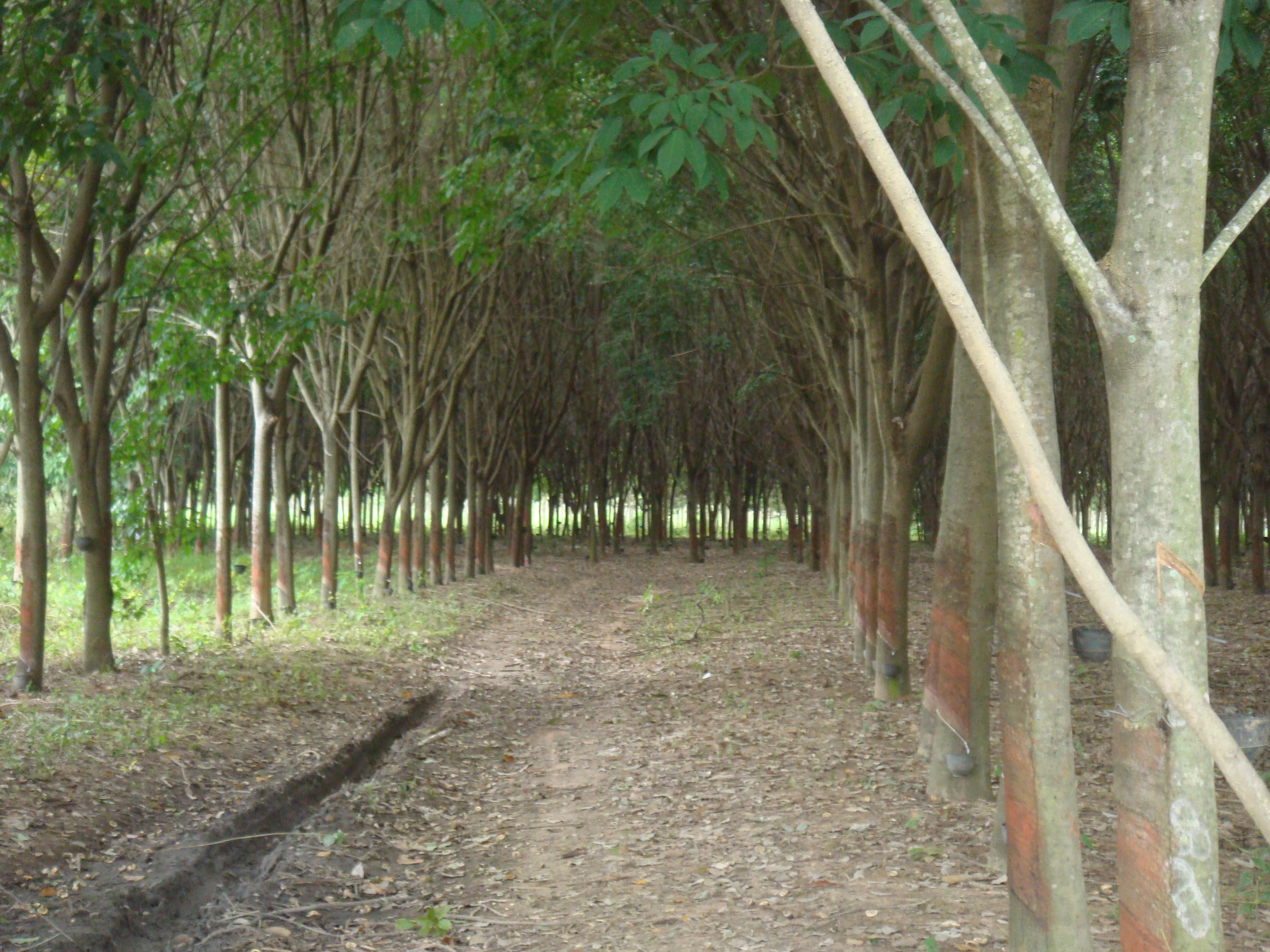
Plantación de árboles de caucho en Tailandia

La leche de diente de león contiene látex. El látex presenta la misma calidad que el caucho natural de los árboles del caucho. En los tipos silvestres de diente de león, el contenido de látex es bajo y muy variable. En la Alemania nazi, varios proyectos de investigación intentaron utilizar el diente de león como base para la producción de caucho, pero fracasaron. En 2013, mediante la inhibición de una enzima clave y el uso de métodos de cultivo y técnicas de optimización modernos, científicos del Instituto Fraunhofer de Biología Molecular y Ecología Aplicada (IME) de Alemania desarrollaron un cultivar del diente de león kazajo (Taraxacum kok-saghyz) apto para la producción comercial de caucho natural. En colaboración con Continental Tires, el IME puso en marcha una instalación piloto.

### Otros
Muchas otras plantas producen formas de látex ricas en polímeros de isopreno, aunque no todas producen formas utilizables de polímero tan fácilmente como la Pará. Algunas de ellas requieren un procesamiento más elaborado para producir algo parecido al caucho utilizable, y la mayoría son más difíciles de aprovechar. Algunas producen otros materiales deseables, como la gutapercha (Palaquium gutta) y el chicle de la especie Manilkara. Otras que se han explotado comercialmente, o al menos han demostrado ser prometedoras como fuentes de caucho, son la higuera del caucho (Ficus elastica), el árbol del caucho de Panamá (Castilla elastica), varios tártagos (Euphorbia spp. ), la lechuga (Lactuca species), la especie afín Scorzonera tau-saghyz, varias especies de Taraxacum, incluido el diente de león común (Taraxacum officinale) y el diente de león kazajo, y, quizá la más importante por sus propiedades hipoalergénicas, el guayule (Parthenium argentatum). El término goma se aplica a veces a la versión arbórea del caucho natural para distinguirla de la sintética.

## Historia
Véase también: Fiebre del caucho
El primer uso del caucho fue por parte de las culturas indígenas de Mesoamérica. Las primeras pruebas arqueológicas del uso del látex natural del árbol Hevea proceden de la cultura olmeca, en la que el caucho se utilizó por primera vez para fabricar pelotas para el juego de pelota mesoamericano. Posteriormente, el caucho fue utilizado por las culturas maya y azteca: además de para fabricar pelotas, los aztecas utilizaban el caucho para otros fines, como la fabricación de recipientes y para impermeabilizar tejidos impregnándolos con la savia del látex.
Se atribuye a Charles Marie de La Condamine la introducción de muestras de caucho en la Académie Royale des Sciences de Francia en 1736. En 1751, presentó a la Académie un artículo de François Fresneau (publicado en 1755) en el que se describían muchas de las propiedades del caucho. En 1770, Joseph Priestley relató en Inglaterra cómo el ingeniero Edward Nairneun fabricaba trozos de caucho para borrar las marcas de lápiz en el papel. De este uso tomamos el nombre de goma de borrar, aunque existen otros posibles materiales. Poco a poco se fue extendiendo por Inglaterra. En 1764, François Fresnau descubrió que la trementina era un disolvente del caucho. A Giovanni Fabbroni se le atribuye el descubrimiento de la nafta como disolvente del caucho en 1779. Charles Goodyear volvió a desarrollar la vulcanización en 1839, aunque los mesoamericanos ya utilizaban caucho estabilizado para pelotas y otros objetos en 1600 a. C..
Sudamérica siguió siendo la principal fuente de látex de caucho utilizado durante gran parte del siglo XIX. El comercio del caucho estaba muy controlado por intereses comerciales, pero ninguna ley prohibía expresamente la exportación de semillas o plantas. En 1876, Henry Wickham sacó de contrabando 70.000 semillas del árbol del caucho amazónico de Brasil y las entregó en Kew Gardens, Inglaterra. Sólo germinaron 2.400 de ellas. Las plántulas se enviaron a India, Ceilán británico (Sri Lanka), las Indias Orientales Holandesas (Indonesia), Singapur y Malaya británica (actual Malasia peninsular) se convertiría más tarde en el mayor productor de caucho.
A principios del siglo XX, el Estado Libre del Congo, en África, también era una fuente importante de látex de caucho natural, en su mayor parte recolectado mediante trabajos forzados. El estado colonial del rey Leopoldo II imponía brutalmente cuotas de producción. Las tácticas para imponer las cuotas de caucho incluían quitar las manos a las víctimas para demostrar que habían sido asesinadas. Los soldados solían regresar de las incursiones con cestas llenas de manos cortadas. Las aldeas que se resistían eran arrasadas para fomentar un mayor cumplimiento a nivel local. (Para más información sobre el comercio del caucho en el Estado Libre del Congo a finales del siglo XIX y principios del XX, véase Atrocidades en el Estado Libre del Congo).
El auge del caucho en la Amazonia también afectó a las poblaciones indígenas en diversos grados. Las correrías o incursiones de esclavos fueron frecuentes en Colombia, Perú y Bolivia, donde muchos fueron capturados o asesinados. El caso más conocido de atrocidades generadas por la extracción de caucho en Sudamérica procede del genocidio del Putumayo. Entre los años 1880-1913 Julio César Arana y su compañía, que se convertiría en la Peruvian Amazon Company, controlaban el río Putumayo. W.E. Hardenburg, Benjamin Saldaña Rocca y Roger Casement fueron figuras influyentes en la denuncia de estas atrocidades. Roger Casement también destacó en la revelación al mundo de las atrocidades del Congo. Días antes de entrar en Iquitos en barco, Casement escribió: "El caucho se llamó primero 'caucho de la India' porque procedía de las Indias, y el primer uso que le dieron los europeos fue para borrar. Ahora se llama caucho de la India porque borra o borra a los indios".

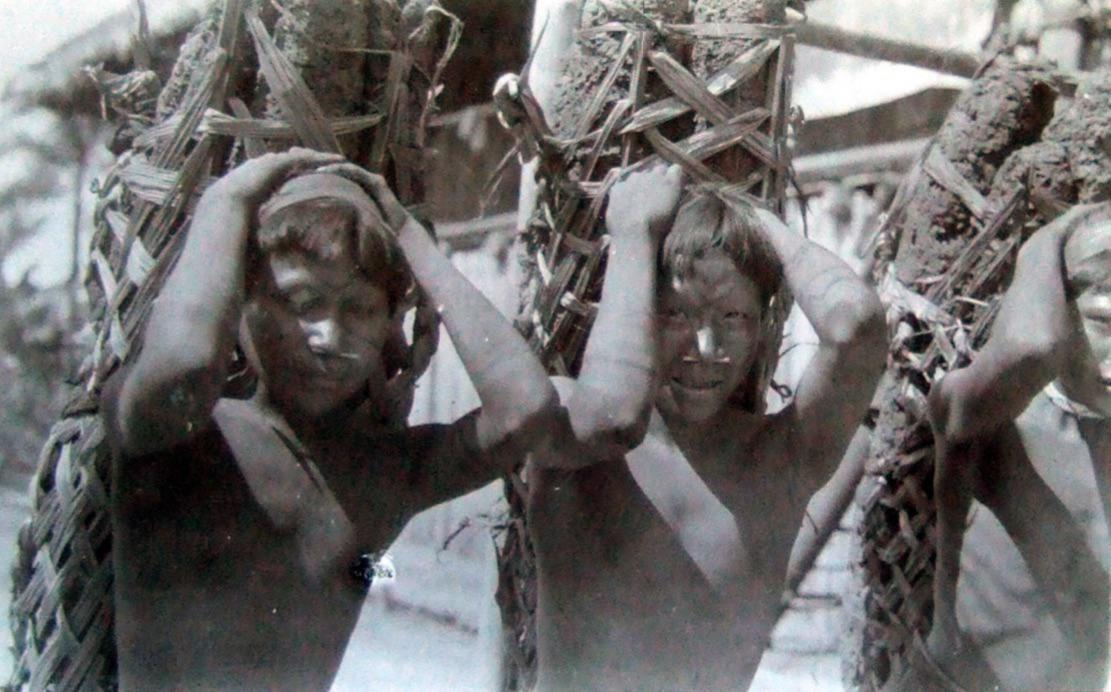
"Nativos esclavizados con una carga de caucho de 75 kilos, han recorrido 100 kilómetros sin que les diera de comer"

En la India, el cultivo comercial fue introducido por los plantadores británicos, aunque los esfuerzos experimentales para cultivar caucho a escala comercial se iniciaron ya en 1873 en el Jardín Botánico de Calcuta. Las primeras plantaciones comerciales de Hevea se establecieron en Thattekadu, Kerala, en 1902. En años posteriores, la plantación se extendió a Karnataka, Tamil Nadu y las islas indias de Andamán y Nicobar. En la actualidad, India es el tercer productor y el cuarto consumidor mundial de caucho.
En Singapur y Malaya, Sir Henry Nicholas Ridley, primer Director Científico de los Jardines Botánicos de Singapur entre 1888 y 1911, promovió intensamente la producción comercial. Distribuyó semillas de caucho a muchos plantadores y desarrolló la primera técnica para explotar árboles en busca de látex sin causar graves daños al árbol. Debido a su ferviente promoción de este cultivo, se le recuerda popularmente con el apodo de "Ridley el Loco".

### Antes de la II Guerra Mundial
Antes de la Segunda Guerra Mundial, se utilizaba en perfiles de puertas y ventanas, mangueras, correas, juntas, esteras, suelos y amortiguadores (soportes antivibración) para la industria del automóvil. El uso de caucho en los neumáticos de los automóviles (inicialmente sólidos en lugar de neumáticos) en particular consumió una cantidad significativa de caucho. Los guantes (médicos, domésticos e industriales) y los globos de juguete fueron grandes consumidores de caucho, aunque el tipo de caucho utilizado es látex concentrado. Un tonelaje importante de caucho se utilizaba como adhesivo en muchas industrias manufactureras y productos, aunque las dos más notables eran las industrias papelera y de alfombras. El caucho se utilizaba habitualmente para fabricar gomas elásticas y gomas de borrar para lápices.
El caucho producido como fibra, a veces denominada "elástica", tenía un valor significativo para la industria textil por sus excelentes propiedades de alargamiento y recuperación. Para estos fines, la fibra de caucho fabricada se hacía como fibra redonda extruida o como fibras rectangulares cortadas en tiras a partir de película extruida. Debido a su baja aceptación del tinte, su tacto y su aspecto, la fibra de caucho se cubría con hilos de otra fibra o se tejía directamente con otros hilos en el tejido. Los hilos de caucho se utilizaban en prendas de base. Aunque el caucho se sigue utilizando en la fabricación textil, su baja tenacidad limita su uso en prendas ligeras porque el látex carece de resistencia a los agentes oxidantes y se daña con el envejecimiento, la luz solar, el aceite y la transpiración. La industria textil recurrió al neopreno (polímero de cloropreno), un tipo de caucho sintético, así como a otra fibra elastómera más utilizada, el spandex (también conocido como elastano), por su superioridad al caucho tanto en resistencia como en durabilidad.

## Propiedades

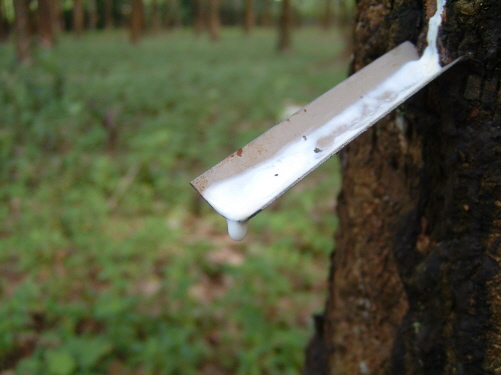
Látex de caucho

El caucho presenta propiedades físicas y químicas únicas. El comportamiento tensión-deformación del caucho presenta el efecto Mullins y el efecto Payne y suele modelarse como hiperelástico. La deformación del caucho cristaliza. Debido a que en cada unidad de repetición hay enlaces C-H alílicos debilitados, el caucho natural es susceptible a la vulcanización, además de ser sensible al agrietamiento por ozono. Los dos principales disolventes del caucho son la trementina y la nafta (petróleo). Como el caucho no se disuelve fácilmente, el material se divide finamente por trituración antes de su inmersión. Se puede utilizar una solución de amoníaco para evitar la coagulación del látex crudo. El caucho empieza a fundirse a unos 180 °C (356 °F).

### Elasticidad
Artículo principal: Elasticidad del caucho
A escala microscópica, el caucho relajado es un conjunto desorganizado de cadenas arrugadas que cambian erráticamente. En el caucho estirado, las cadenas son casi lineales. La fuerza restauradora se debe a la preponderancia de las conformaciones arrugadas sobre las más lineales. Para el tratamiento cuantitativo véase cadena ideal, para más ejemplos véase fuerza entrópica.

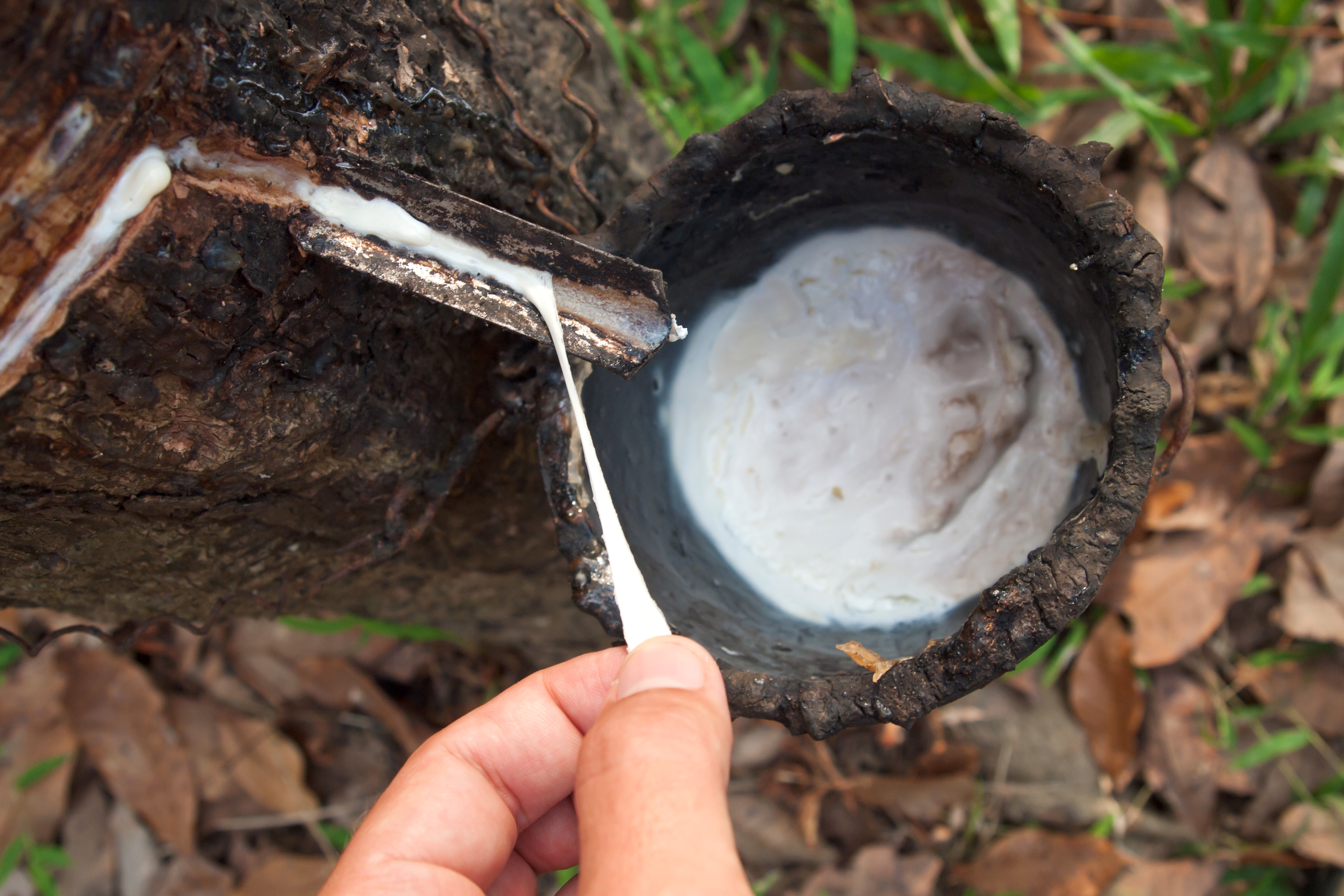
Elasticidad del látex de caucho

El enfriamiento por debajo de la temperatura de transición vítrea permite cambios conformacionales locales, pero una reordenación es prácticamente imposible debido a la mayor barrera energética para el movimiento concertado de cadenas más largas. La elasticidad del caucho "congelado" es baja y la deformación resulta de pequeños cambios en las longitudes y ángulos de enlace: esto provocó el desastre del Challenger, cuando las juntas tóricas aplanadas del transbordador espacial estadounidense no consiguieron relajarse para rellenar un hueco cada vez mayor. La transición vítrea es rápida y reversible: la fuerza se reanuda al calentarse.
Las cadenas paralelas del caucho estirado son susceptibles de cristalización. Esto lleva cierto tiempo porque los giros de las cadenas retorcidas tienen que apartarse del camino de los cristalitos en crecimiento. La cristalización se ha producido, por ejemplo, cuando, al cabo de días, un globo de juguete inflado se encuentra marchito con un volumen restante relativamente grande. Cuando se toca, se encoge porque la temperatura de la mano es suficiente para fundir los cristales.
La vulcanización del caucho crea enlaces di- y polisulfuro entre las cadenas, lo que limita los grados de libertad y da lugar a cadenas que se tensan más rápidamente para una tensión dada, aumentando así la constante de fuerza elástica y haciendo que el caucho sea más duro y menos extensible.

### Mal olor
Los depósitos de almacenamiento de caucho crudo y la transformación del caucho pueden producir malos olores lo suficientemente graves como para convertirse en fuente de quejas y protestas para quienes viven en las proximidades. Las impurezas microbianas se originan durante la transformación del caucho en bloque. Estas impurezas se descomponen durante el almacenamiento o la degradación térmica y producen compuestos orgánicos volátiles. El examen de estos compuestos mediante cromatografía de gases/espectrometría de masas (GC/MS) y cromatografía de gases (GC) indica que contienen azufre, amoníaco, alquenos, cetonas, ésteres, sulfuro de hidrógeno, nitrógeno y ácidos grasos de bajo peso molecular (C2-C5). Cuando se produce concentrado de látex a partir del caucho, se utiliza ácido sulfúrico para la coagulación. Esto produce sulfuro de hidrógeno maloliente. La industria puede mitigar estos malos olores con sistemas de depuración.

## Composición química

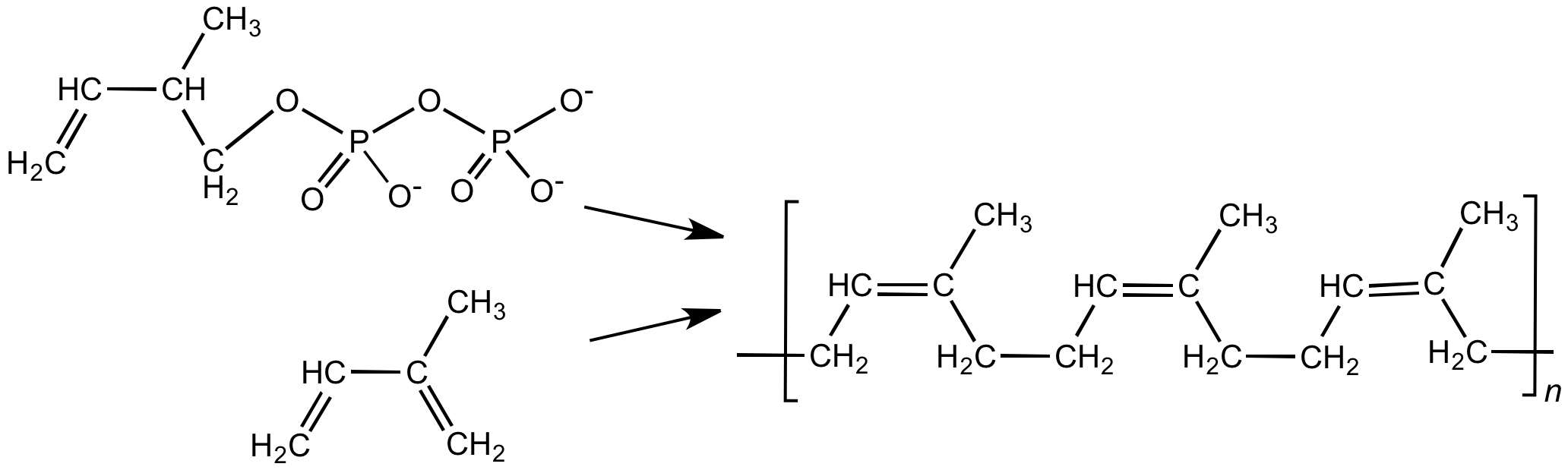
Estructura química del cis-poliisopreno, principal componente del caucho natural. El cis-poliisopreno sintético y el cis-poliisopreno natural derivan de precursores distintos, el isopentenil pirofosfato y el isopreno.

El caucho es el polímero cis-1,4-poliisopreno - con un peso molecular de 100.000 a 1.000.000 daltons. Normalmente, en el caucho natural se encuentra un pequeño porcentaje (hasta el 5% de la masa seca) de otros materiales, como proteínas, ácidos grasos, resinas y materiales inorgánicos (sales). El poliisopreno también puede crearse sintéticamente, produciendo lo que a veces se denomina "caucho natural sintético", pero las rutas sintética y natural son distintas. Algunas fuentes de caucho natural, como la gutapercha, están compuestas de trans-1,4-poliisopreno, un isómero estructural que tiene propiedades similares. El caucho natural es un elastómero y un termoplástico. Una vez vulcanizado, es un termoestable. La mayor parte del caucho de uso cotidiano se vulcaniza hasta un punto en el que comparte propiedades de ambos; es decir, si se calienta y se enfría, se degrada pero no se destruye. Las propiedades finales de un artículo de caucho dependen no sólo del polímero, sino también de los modificadores y cargas, como el negro de humo, el facticio, la pescadilla y otros.

### Biosíntesis
Las partículas de caucho se forman en el citoplasma de células especializadas productoras de látex llamadas laticíferos dentro de las plantas del caucho. Las partículas de caucho están rodeadas por una única membrana de fosfolípidos con colas hidrófobas dirigidas hacia el interior. La membrana permite que las proteínas biosintéticas queden secuestradas en la superficie de la partícula de caucho en crecimiento, lo que permite que se añadan nuevas unidades monoméricas desde fuera de la biomembrana, pero dentro del lacticífero. La partícula de caucho es una entidad enzimáticamente activa que contiene tres capas de material: la partícula de caucho, una biomembrana y unidades monoméricas libres. La biomembrana se sujeta firmemente al núcleo de caucho por la alta carga negativa a lo largo de los dobles enlaces de la columna vertebral del polímero de caucho. Las unidades monoméricas libres y las proteínas conjugadas constituyen la capa externa. El precursor de la goma es el isopentenil pirofosfato (un compuesto alílico), que se alarga por condensación dependiente de Mg2+ por acción de la goma transferasa. El monómero se añade al extremo de pirofosfato del polímero en crecimiento. El proceso desplaza el pirofosfato terminal de alta energía. La reacción produce un polímero cis. El paso de iniciación es catalizado por la preniltransferasa, que convierte tres monómeros de isopentenil pirofosfato en farnesil pirofosfato. El farnesil pirofosfato puede unirse a la goma transferasa para alargar un nuevo polímero de caucho.
El isopentenil pirofosfato necesario se obtiene de la vía del mevalonato, que deriva del acetil-CoA en el citosol. En las plantas, el isopentenil pirofosfato también puede obtenerse de la vía del 1-deox-D-xilosa-5-fosfato/2-C-metil-D-eritritol-4-fosfato dentro de los plásmidos. La proporción relativa de la unidad iniciadora del farnesil pirofosfato y del monómero de elongación isoprenil pirofosfato determina la velocidad de síntesis de nuevas partículas frente a la elongación de las partículas existentes. Aunque se sabe que el caucho es producido por una sola enzima, los extractos de látex albergan numerosas proteínas de pequeño peso molecular cuya función se desconoce. Las proteínas posiblemente sirven como cofactores, ya que la tasa de síntesis disminuye con la eliminación completa.

## Producción

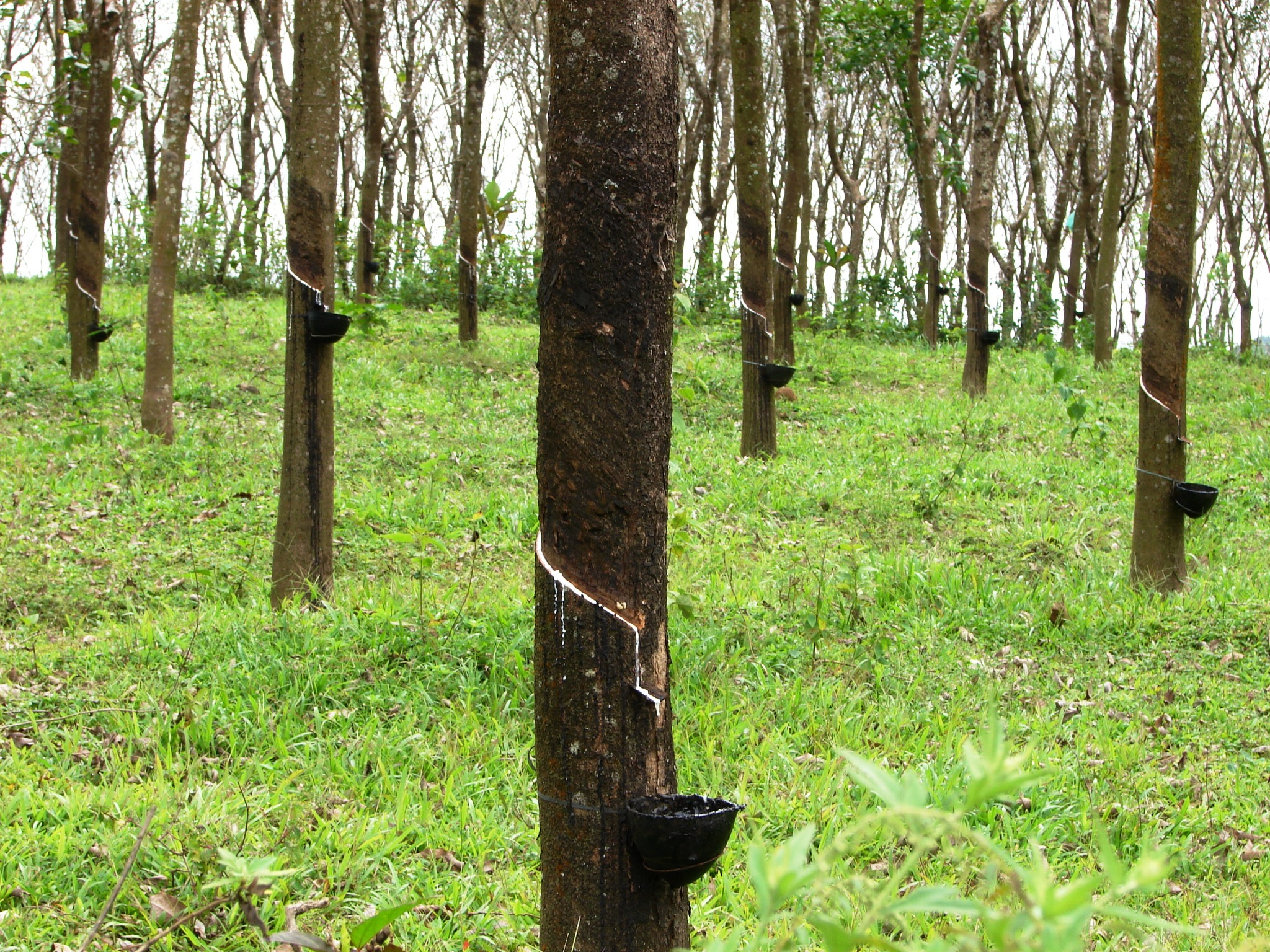
El caucho se cultiva generalmente en grandes plantaciones. La imagen muestra una cáscara de coco utilizada para recolectar látex, en plantaciones de Kerala, India.

En 2017 se produjeron más de 28 millones de toneladas de caucho, de las que aproximadamente el 47% eran naturales. Dado que la mayor parte es sintético, derivado del petróleo, el precio del caucho natural viene determinado, en gran medida, por el precio mundial del crudo. Asia fue la principal fuente de caucho natural, con cerca del 90% de la producción en 2021. Los tres mayores productores, Tailandia, Indonesia y Malasia, suman alrededor del 72% de toda la producción de caucho natural. El caucho natural no se cultiva ampliamente en su continente natal, Sudamérica, debido al tizón foliar sudamericano y a otros depredadores naturales. 

### Cultivo
El látex de caucho se extrae de los árboles del caucho. La vida económica de los árboles del caucho en las plantaciones es de unos 32 años, con hasta 7 años de fase inmadura y unos 25 años de fase productiva.
Los requisitos del suelo son suelos bien drenados, meteorizados, compuestos por laterita, tipos lateríticos, tipos sedimentarios, suelos rojos no lateríticos o aluviales.
Las condiciones climáticas para el crecimiento óptimo de los árboles del caucho son:

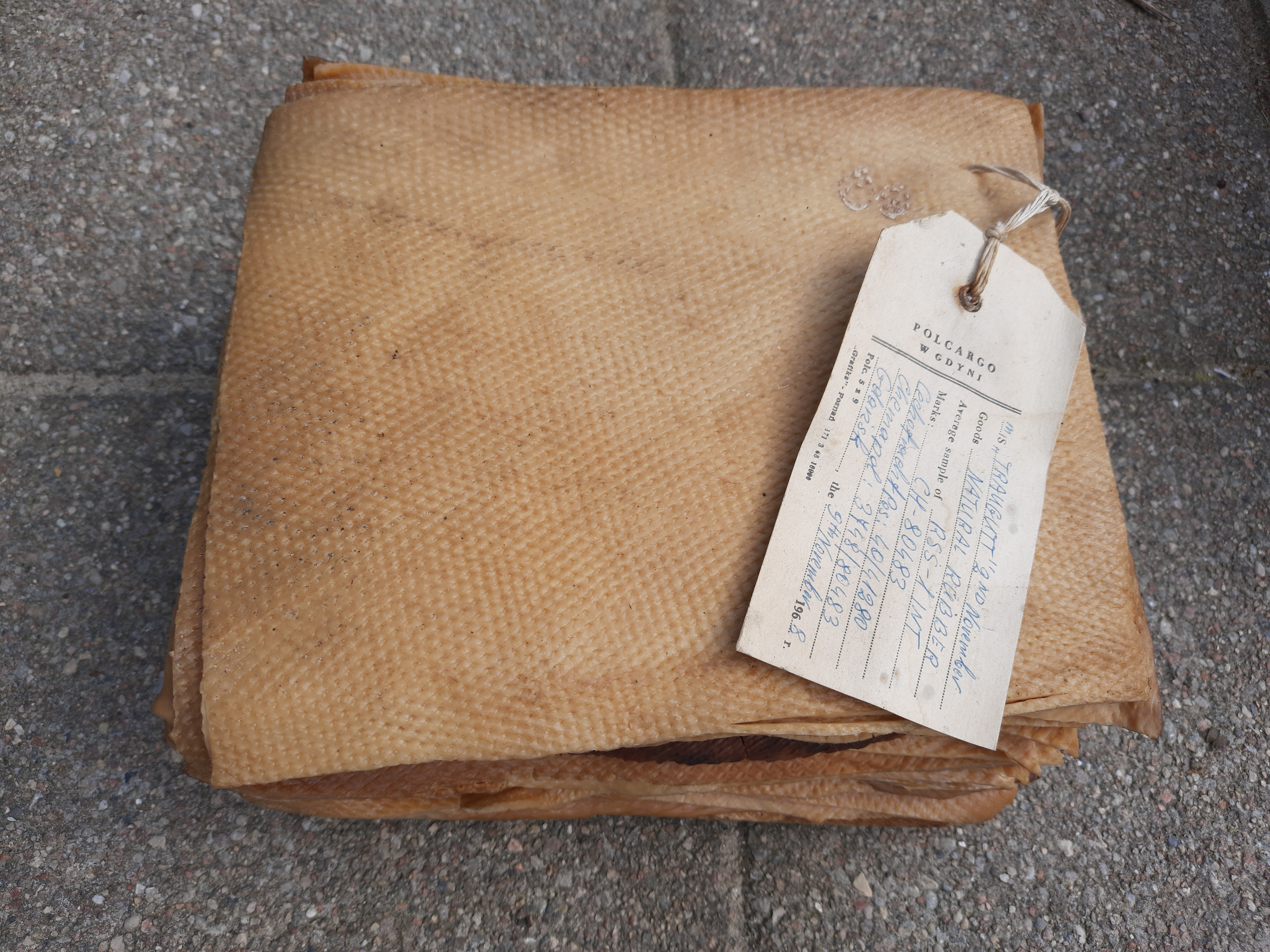
Láminas de caucho natural

- Láminas de caucho naturalPrecipitaciones de unos 250 centímetros distribuidos uniformemente sin ninguna estación seca marcada y con al menos 100 días de lluvia al año.
- La temperatura oscila entre 20 °C y 34 °C, con una media mensual de 25 °C a 28 °C.
- Humedad atmosférica de alrededor del 80%.
- Unas 2.000 horas de sol al año a razón de seis horas diarias durante todo el año.
- Ausencia de vientos fuertes

Se han desarrollado muchos clones de alto rendimiento para la plantación comercial. Estos clones rinden más de 2.000 kilogramos por hectárea (1.800 lb/acre) de caucho seco al año, en condiciones ideales.

### Extracción

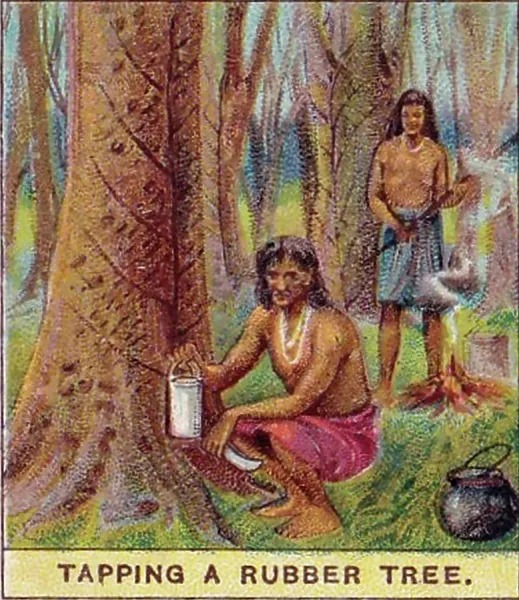
Tarjeta antigua de tabaco, extracción de un árbol de caucho, India, serie Products of the World, Player's Cigarettes, 1909

En lugares como Kerala y Sri Lanka, donde abundan los cocos, se utilizaba la media cáscara del coco como recipiente para recoger el látex. La cerámica vidriada o las tazas de aluminio o plástico se hicieron más comunes en Kerala-India y otros países. Las copas se sostienen con un alambre que rodea el árbol. Este alambre incorpora un muelle para que pueda estirarse a medida que crece el árbol. El látex se introduce en la copa mediante un "pico" galvanizado que se golpea contra la corteza. La extracción del látex suele realizarse por la mañana temprano, cuando la presión interna del árbol es más alta. Un buen golpeador puede golpear un árbol cada 20 segundos con un sistema estándar de media espiral, y el tamaño habitual de la "tarea" diaria oscila entre 450 y 650 árboles. Por lo general, los árboles se talan en días alternos o terceros, aunque se utilizan muchas variaciones en cuanto al momento, la longitud y el número de cortes. "Los aprovechadores hacían un tajo en la corteza con una pequeña hachuela. Estos cortes oblicuos permitían que el látex fluyera desde los conductos situados en la capa exterior o interior de la corteza (cambium) del árbol. Dado que el cambium controla el crecimiento del árbol, éste se detiene si se corta. Así pues, la extracción del caucho exigía precisión, para que las incisiones no fueran demasiadas dado el tamaño del árbol, ni demasiado profundas, lo que podría frenar su crecimiento o matarlo".

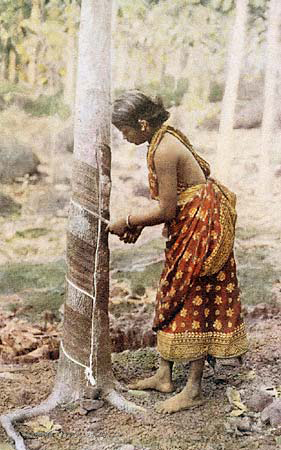
Una mujer en Sri Lanka recolectando caucho, c. 1920

Es habitual repicar un tablón al menos dos veces, a veces tres, durante la vida del árbol. La vida económica del árbol depende de lo bien que se realice el repicado, ya que el factor crítico es el consumo de corteza. En Malasia, la norma para el aprovechamiento diario alternativo es un consumo de corteza de 25 cm (vertical) al año. Los tubos que contienen látex en la corteza ascienden en espiral hacia la derecha. Por esta razón, los cortes de repicado suelen ascender hacia la izquierda para cortar más tubos. Los árboles gotean látex durante unas cuatro horas y dejan de hacerlo cuando el látex se coagula de forma natural en el corte, bloqueando así los tubos de látex de la corteza. Los arrancadores suelen descansar y comer después de terminar su trabajo y empiezan a recoger el "látex de campo" líquido hacia el mediodía. 

#### Métodos de coagulación

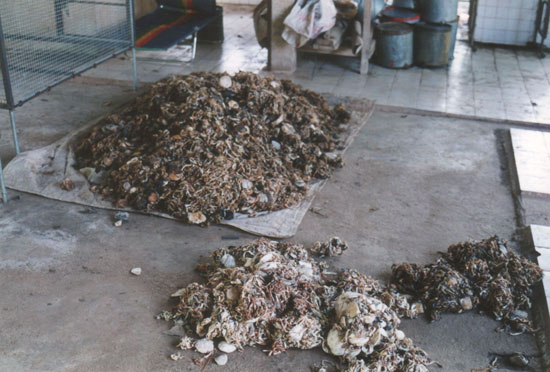
Coágulos de campo mixto

Los cuatro tipos de coagulación en campo son: "grumos de copa", "encaje de árbol", "goma de pequeños agricultores" y "residuos en la tierra". Cada uno tiene propiedades significativamente diferentes. Algunos árboles siguen goteando después de la recolección, lo que da lugar a una pequeña cantidad de "grumos de copa" que se recoge en la siguiente cosecha. El látex que se coagula en el corte también se recoge como "encaje de árbol".  El encaje en el árbol y los grumos de copa representan conjuntamente entre el 10% y el 20% del caucho seco producido. El látex que cae al suelo, el "residuo de tierra", también se recoge periódicamente para procesar el producto de baja calidad.

#### Grumos de copa

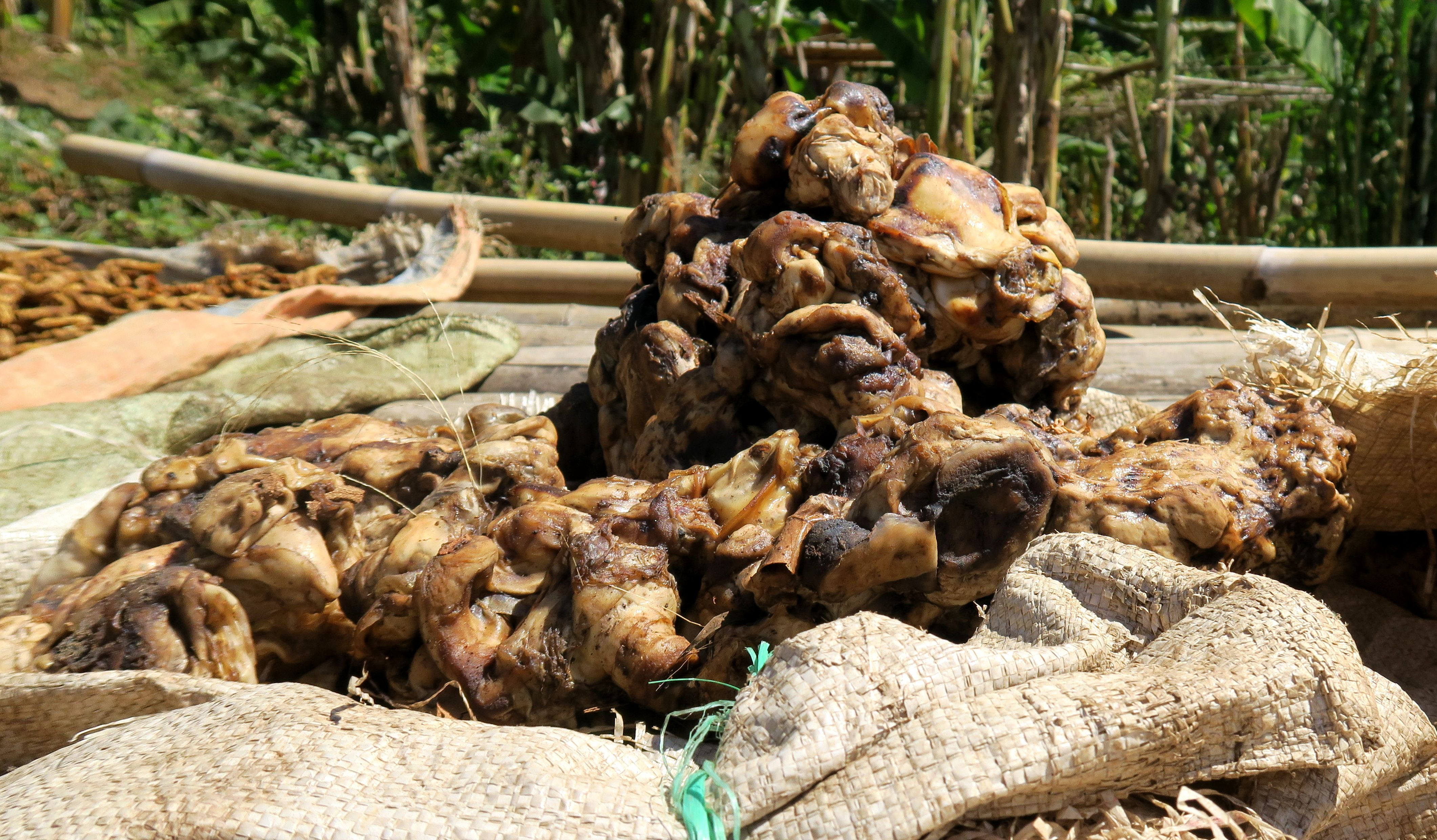
Coagula de caucho en un puesto de carretera de Myanmar.

El grumo de la copa es el material coagulado que se encuentra en la copa de recogida cuando el recolector vuelve a visitar el árbol para recolectarlo. Procede del látex que se adhiere a las paredes de la copa después de que el látex se haya vertido por última vez en el cubo, y del látex exudado tardíamente antes de que se obstruyan los vasos del árbol que transportan el látex. Es de mayor pureza y valor que los otros tres tipos.
Los "grumos de copa" también pueden utilizarse para describir un tipo completamente diferente de coagulado que se ha acumulado en las plantaciones de pequeños agricultores durante un periodo de 1 a 2 semanas. Después de arrancar todos los árboles, el recolector vuelve a cada uno de ellos y añade algún tipo de ácido, lo que permite que el látex recién recolectado se mezcle con el material coagulado anteriormente. La mezcla de caucho y ácido es lo que da a las plantaciones, mercados y fábricas de caucho un fuerte olor.

#### Encaje de árbol
El encaje de árbol es la tira de coágulo que el picador pela del corte anterior antes de hacer un nuevo corte. Suele contener más cobre y manganeso que el grumo de copa. Tanto el cobre como el manganeso son prooxidantes y pueden dañar las propiedades físicas del caucho seco.

#### Goma de pequeños agricultores
La goma de los pequeños propietarios es producida por éstos, que recogen el caucho de árboles alejados de la fábrica más cercana. Muchos pequeños propietarios indonesios, que cultivan arrozales en zonas remotas, golpean árboles dispersos de camino al trabajo en los arrozales y recogen el látex (o el látex coagulado) de camino a casa. Como a menudo es imposible conservar el látex lo suficiente como para llevarlo a una fábrica que lo procese a tiempo para que se pueda utilizar en la elaboración de productos de alta calidad, y como de todas formas el látex ya se habría coagulado para cuando llegara a la fábrica, el pequeño agricultor lo coagulará por cualquier medio disponible, en cualquier recipiente disponible. Algunos pequeños agricultores utilizan pequeños contenedores, cubos, etc., pero a menudo el látex se coagula en agujeros en el suelo, que suelen estar forrados con láminas de plástico. Para coagular el látex se utilizan materiales ácidos y zumos de fruta fermentados, una forma de coagulación biológica asistida. Se tiene poco cuidado en excluir ramitas, hojas e incluso corteza de los grumos que se forman, que también pueden incluir encaje de árbol.

#### Residuos en la tierra
Los residuos en la tierra son material que se acumula alrededor de la base del árbol. Procede del látex que rebosa del corte y corre por la corteza, de la lluvia que inunda un vaso de recogida que contiene látex y de los derrames de los cubos de los recolectores durante la recogida. Contiene tierra y otros contaminantes, y su contenido en caucho varía en función de la cantidad de contaminantes. Los residuos en la tierra son recogidos por los trabajadores del campo dos o tres veces al año y puede limpiarse en una lavadora de chatarra para recuperar el caucho, o venderse a un contratista que la limpia y recupera el caucho. Es de baja calidad.

### Procesamiento

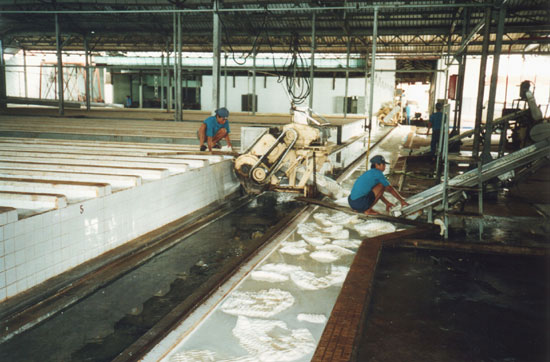
Extracción del coágulo de las cubetas de coagulación.

El látex se coagula en las copas si se conserva durante mucho tiempo y debe recogerse antes de que esto ocurra. El látex recogido, "látex de campo", se transfiere a tanques de coagulación para la preparación de caucho seco o se transfiere a recipientes herméticos con tamizado para su amoniación. La amoniación, inventada por el abogado de patentes y vicepresidente de la United States Rubber Company Ernest Hopkinson hacia 1920, conserva el látex en estado coloidal durante más tiempo. El látex se procesa generalmente en concentrado de látex para la fabricación de productos de inmersión o se coagula en condiciones controladas y limpias utilizando ácido fórmico. A continuación, el látex coagulado puede transformarse en cauchos en bloque de mayor calidad y especificación técnica, como SVR 3L o SVR CV, o utilizarse para producir láminas ahumadas acanaladas. El caucho coagulado naturalmente (grumos de copa) se utiliza en la fabricación de cauchos de grado TSR10 y TSR20. El procesado de estas calidades consiste en una reducción de tamaño y un proceso de limpieza para eliminar la contaminación y preparar el material para la fase final de secado.
A continuación, el material seco se enfarda y paletiza para su almacenamiento y envío.

### Estructura molecular
El caucho es un polímero natural de isopreno (poliisopreno) y un elastómero (polímero elástico). Los polímeros son simples cadenas de moléculas que pueden unirse entre sí. El caucho es uno de los pocos polímeros naturales y es muy apreciado por su gran elasticidad, resistencia e impermeabilidad. Otros ejemplos de polímeros naturales son el caparazón de tortuga, el ámbar y el cuerno de animal. Cuando se recolecta, el caucho adopta la forma de látex, una suspensión opaca, blanca y lechosa de partículas de caucho en agua. A continuación, se transforma mediante procesos industriales en la forma sólida común que se ve hoy en día.

### Caucho vulcanizado
Artículo principal: Vulcanización con azufre

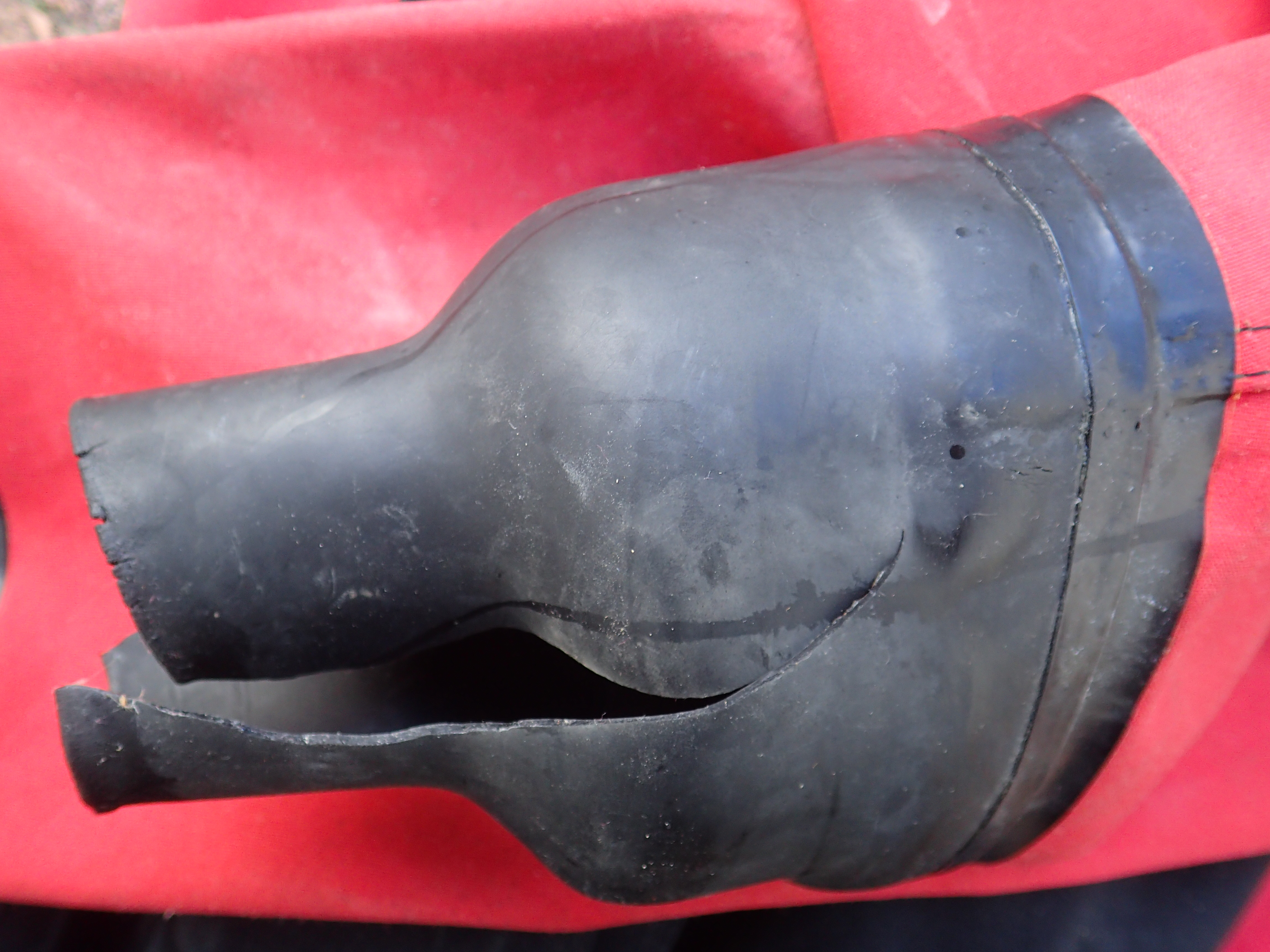
Junta de goma de látex desgarrada en la muñeca del traje seco

El caucho natural es reactivo y vulnerable a la oxidación, pero puede estabilizarse mediante un proceso de calentamiento llamado vulcanización. La vulcanización es un proceso por el que se calienta el caucho y se le añade azufre, peróxido o bisfenol para mejorar su resistencia y elasticidad y evitar que se oxide. El negro de carbón, que puede proceder de una refinería de petróleo o de otros procesos de incineración natural, se utiliza a veces como aditivo del caucho para mejorar su resistencia, especialmente en los neumáticos de los vehículos.
Durante la vulcanización, las moléculas de poliisopreno del caucho (largas cadenas de isopreno) se calientan y se reticulan con enlaces moleculares al azufre, formando una matriz tridimensional. El porcentaje óptimo de azufre es de aproximadamente el 10%. En esta forma, la orientación de las moléculas de poliisopreno sigue siendo aleatoria, pero se alinean cuando se estira el caucho. Esta vulcanización con azufre hace que el caucho sea más fuerte y más rígido, pero sigue siendo muy elástico. Y a través del proceso de vulcanización, el azufre y el látex están destinados a ser totalmente utilizados en forma individual.

### Transporte
El látex de caucho natural se envía desde fábricas del Sudeste Asiático, Sudamérica y África Occidental y Central a destinos de todo el mundo. Como el coste del caucho natural ha subido mucho y los productos de caucho son densos, se prefieren los métodos de envío que ofrecen el menor coste por unidad de peso. Dependiendo del destino, la disponibilidad de almacenes y las condiciones de transporte, algunos métodos son preferidos por determinados compradores. En el comercio internacional, el caucho de látex se envía sobre todo en contenedores marítimos de 20 pies. Dentro del contenedor, se utilizan recipientes más pequeños para almacenar el látex.

## La escasez de caucho y la economía mundial
Existe una creciente preocupación por el futuro suministro de caucho debido a diversos factores, como las enfermedades de las plantas, el cambio climático y la volatilidad del precio de mercado del caucho. Los productores de caucho natural son en su mayoría pequeñas plantaciones familiares, que a menudo sirven a grandes agregadores industriales. La alta volatilidad del precio del caucho afecta a la inversión en plantaciones de caucho, y los agricultores pueden eliminar sus árboles de caucho si el precio al contado en el mercado internacional de un cultivo aparentemente más rentable (por ejemplo, el aceite de palma) sube con respecto al caucho.
Por ejemplo, durante la pandemia internacional por la COVID-19 de 2020 y 2021, la demanda de guantes de caucho se disparó, lo que provocó una subida de los precios del caucho de alrededor del 30%. Además de la pandemia, la demanda superó a la oferta en parte porque las plantaciones de larga duración habían sido arrancadas y sustituidas por otros cultivos en los 5-10 años anteriores, y otras zonas se vieron afectadas por desastres naturales provocados por el clima. En este entorno, los productores aumentaron sus precios de acuerdo con la dinámica de la oferta y la demanda, presionando al alza los precios de toda la cadena de suministro.

### Usos

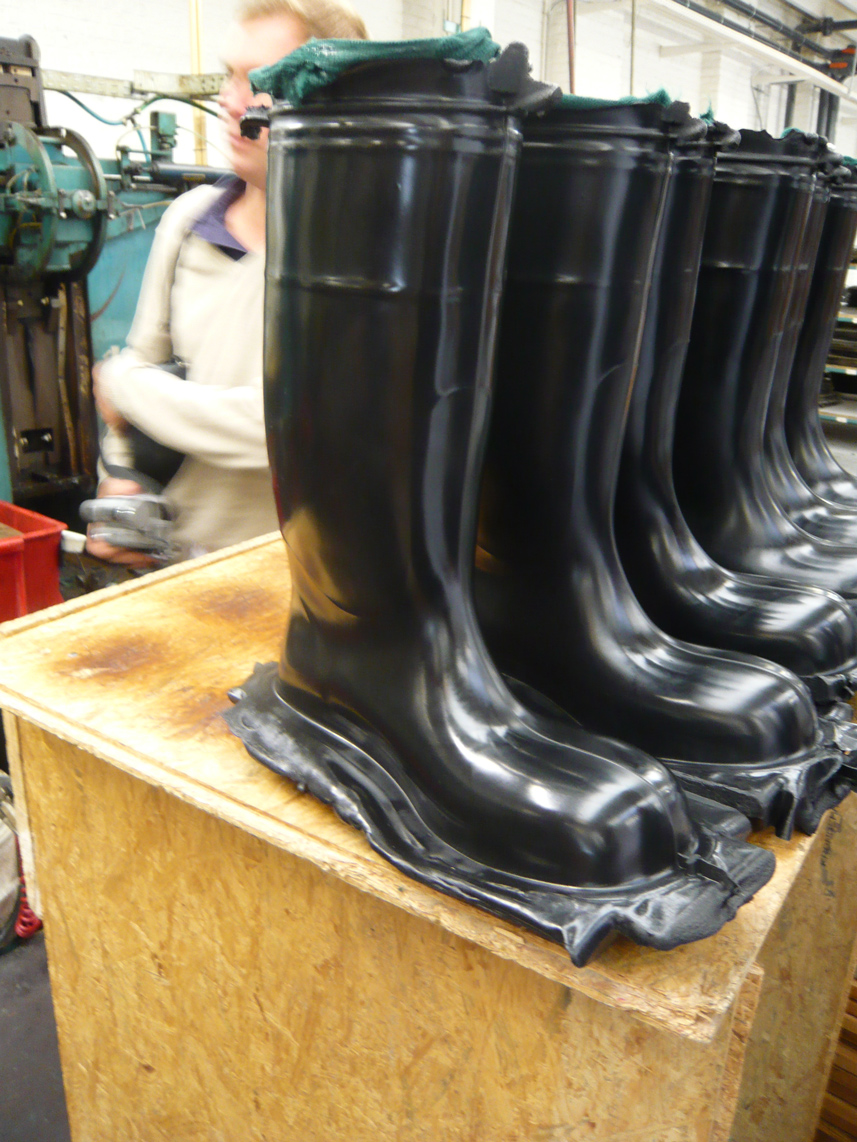
Botas de goma moldeadas por compresión (curadas) antes de retirar los destellos

El caucho sin curar se utiliza para cementos; para cintas adhesivas, aislantes y de fricción; y para el caucho crepado utilizado en mantas aislantes y calzado. El caucho vulcanizado tiene muchas más aplicaciones. La resistencia a la abrasión hace que los tipos más blandos de caucho sean valiosos para las bandas de rodadura de neumáticos de vehículos y cintas transportadoras, y que el caucho duro sea valioso para carcasas de bombas y tuberías utilizadas en la manipulación de lodos abrasivos.

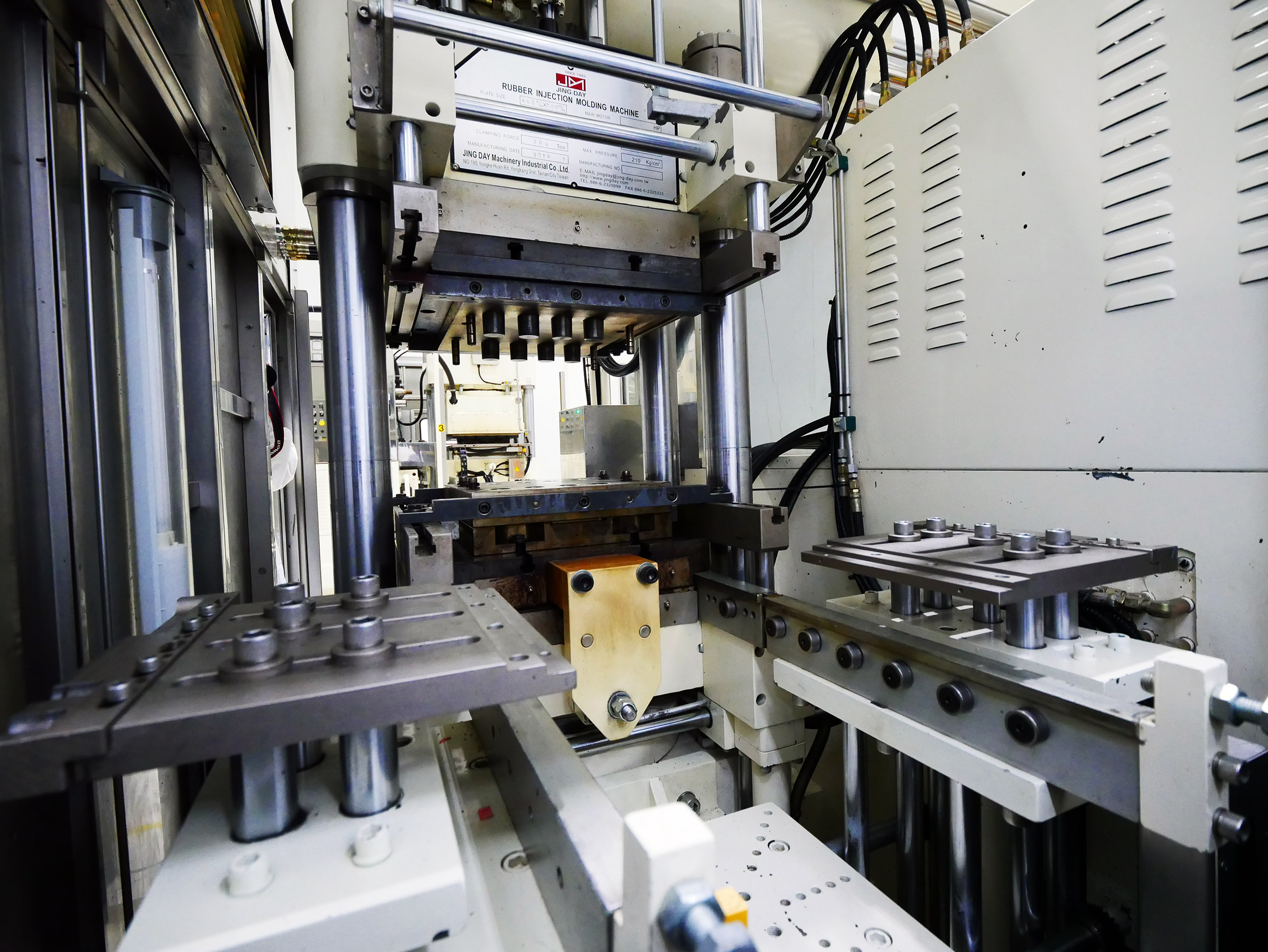
Máquina de moldeo por compresión para piezas de caucho

La flexibilidad del caucho resulta atractiva en mangueras, neumáticos y rodillos para aparatos que van desde los escurridores de ropa domésticos a las prensas de impresión; su elasticidad lo hace adecuado para diversos tipos de amortiguadores y para montajes especializados de maquinaria diseñados para reducir las vibraciones. Su relativa impermeabilidad a los gases lo hace útil en la fabricación de artículos como mangueras de aire, globos, pelotas y cojines. La resistencia del caucho al agua y a la acción de la mayoría de los productos químicos fluidos ha hecho que se utilice en impermeables, equipos de buceo y tubos para productos químicos y medicinales y como revestimiento de tanques de almacenamiento, equipos de procesamiento y vagones cisterna de ferrocarril. Debido a su resistencia eléctrica, los productos de caucho blando se utilizan como aislantes y para guantes, zapatos y mantas de protección; el caucho duro se emplea en artículos como carcasas de teléfonos y piezas para aparatos de radio, medidores y otros instrumentos eléctricos. El coeficiente de fricción del caucho, que es alto en superficies secas y bajo en superficies mojadas, hace que se utilice para correas de transmisión, acoplamientos muy flexibles y cojinetes lubricados por agua en bombas de pozo profundo. Las pelotas indias de goma o lacrosse están hechas de caucho.  Cada año se producen unos 25 millones de toneladas de caucho, de las cuales el 30% es natural y el resto es caucho sintético derivado de fuentes petroquímicas. La gama alta de la producción de látex da lugar a productos de látex como guantes de cirujano, globos y otros productos de valor relativamente alto. La gama media, que procede de materiales de caucho natural técnicamente especificados, se utiliza principalmente en neumáticos, pero también en cintas transportadoras, productos marinos, limpiaparabrisas y productos diversos. El caucho natural ofrece una buena elasticidad, mientras que los materiales sintéticos tienden a ofrecer una mayor resistencia a factores ambientales como los aceites, la temperatura, los productos químicos y la luz ultravioleta. El "caucho curado" es caucho que ha sido compuesto y sometido al proceso de vulcanización para crear enlaces cruzados dentro de la matriz de caucho. El caucho puede añadirse al cemento para mejorar sus propiedades.

## Reacciones alérgicas
Algunas personas tienen una alergia grave al látex, y la exposición a productos de caucho de látex natural, como los guantes de látex, puede provocar un shock anafiláctico. Las proteínas antigénicas del látex de Hevea se reducen en un 99,9% (aunque no se eliminan) mediante el proceso de vulcanización.Las personas alérgicas al látex de Hevea pueden utilizar sin reacción alérgica el látex de otras fuentes, como el guayule.
Algunas reacciones alérgicas no son al látex en sí, sino a los residuos de los productos químicos utilizados para acelerar el proceso de reticulación. Aunque esto puede confundirse con una alergia al látex, es distinta de ella, y suele adoptar la forma de hipersensibilidad de tipo IV en presencia de restos de productos químicos específicos del procesado.

## Degradación microbiana
El caucho natural es susceptible de degradación por una amplia gama de bacterias. Las bacterias Streptomyces coelicolor, Pseudomonas citronellolis y Nocardia spp. son capaces de degradar el caucho natural vulcanizado.

## Lectura adicional
- Dean, Warren. (1997) Brazil and the Struggle for Rubber: A Study in Environmental History. Cambridge University Press.
- Grandin, Greg. Fordlandia: The Rise and Fall of Henry Ford's Forgotten Jungle City. Picador Press 2010.
- Weinstein, Barbara (1983) The Amazon Rubber Boom 1850-1920. Stanford University Press.
- Tully, John A. The Devil's Milk; A Social History of Rubber. Nueva York: Monthly Review Press, 2011.